# Uşak Sportif
El Muratbey Uşak Sportif, conocido hasta 2015 como Uşak Sportif, es un equipo de baloncesto turco con sede en la ciudad de Uşak, que compite en la BSL, la máxima división de su país y en la Basketball Champions League, la tercera competición europea. Disputa sus partidos en el Uşak Üniversitesi Spor Salonu, con capacidad para 2,000 espectadores.

## Historia
La sección de baloncesto del Uşak Sportif se fundó en 2006, 22 años después de que se fundara la sección de fútbol, ya que se fundó en 1984. Entre 2006 y 2013, el equipo jugó en la T2BL. En la temporada 2012-13, el Uşak terminó en 1ª posición en la liga regular y ascendió a la TBL (ahora llamada BSL) como subcampeón. En la temporada 2013-14, el equipo hizo su debut en la máxima categoría, e inmediatamente se aseguró un puesto en los play-offs (7º). Esa posición les aseguró un lugar en competición europea en la temporada 2014-2015, concretamente en la EuroChallenge. Desde abril de 2015, el equipo es conocido como Muratbey Uşak Sportif, por razones de patrocinio.

## Nombres
- Uşak Üniversitesi Belediyespor
(2006-2012)
- Mackolik.com Uşak Üniversitesi
(2012-2013)
- Uşak Sportif
(2013-2015)
- Muratbey Uşak Sportif
(2015-presente)

## Resultados en liga
| Temporada | Competición Doméstica | Competición Doméstica | Competición Doméstica | Competición Doméstica | Competición de Copa | Competición Europea | Competición Europea | Competición Europea |
| Temporada | Nivel                 | Liga                  | Posición              | Play-Offs             | Copa Turca          | Nivel               | Liga                | Resultado           |
| --------- | --------------------- | --------------------- | --------------------- | --------------------- | ------------------- | ------------------- | ------------------- | ------------------- |
| 2006-07   | 2                     | T2BL                  | 6º                    | –                     | –                   | –                   | –                   | –                   |
| 2007-08   | 2                     | T2BL                  | 4º                    | –                     | –                   | –                   | –                   | –                   |
| 2008-09   | 2                     | T2BL                  | 10º                   | –                     | –                   | –                   | –                   | –                   |
| 2009-10   | 2                     | T2BL                  | 5º                    | Octavos de final      | –                   | –                   | –                   | –                   |
| 2010-11   | 2                     | T2BL                  | 4º                    | Octavos de final      | –                   | –                   | –                   | –                   |
| 2011–12   | 2                     | T2BL                  | 13º                   | –                     | –                   | –                   | –                   | –                   |
| 2012–13   | 2                     | T2BL                  | 1º                    | Ascenso (Subcampeón)  | –                   | –                   | –                   | –                   |
| 2013–14   | 1                     | TBL                   | 7º                    | Cuartos de final      | Fase de grupos      | –                   | –                   | –                   |
| 2014–15   | 1                     | TBL                   | 13º                   | –                     | Fase de grupos      | 3                   | EuroChallenge       | L-16                |
| 2015–16   | 1                     | BSL                   | 7º                    | Cuartos de final      | Fase de grupos      | –                   | –                   | –                   |

## Muratbey Uşak Sportif en competiciones europeas
EuroChallenge 2014-2015
| Fase de grupos | Muratbey Uşak Sportif | Tsmoki-Minsk          | 78-59  | 85-73 |
| Fase de grupos | Enisey                | Muratbey Uşak Sportif | 86-68  | 69-84 |
| Fase de grupos | Muratbey Uşak Sportif | Šiauliai              | 79-69  | 75-78 |
| Last-16        | JSF Nanterre          | Muratbey Uşak Sportif | 100-67 | 79-71 |
| Last-16        | Muratbey Uşak Sportif | magnofit Güssing      | 79-77  | 91-63 |
| Last-16        | Le Mans               | Muratbey Uşak Sportif | 84-63  | 79-82 |

Liga de Campeones de Baloncesto 2016-17
| 2ª ronda | Muratbey Uşak Sportif | Ganador AEK Larnaca B.C. vs CS U-Mobilteco Cluj Napoca |  |  |

## Palmarés
- T2BL
  - Finalista: 2013

## Jugadores destacados
| - Trevor Harvey - Khem Birch - David Jelínek - Rolands Freimanis - Evaldas Kairys - Rubén Douglas - Miha Zupan - Yunus Akçay - Selahattin Akyol - Levent Altan - Erman Altas - Erdinç Balto - Mahir Bayrak - Emre Boztepe - Berkay Candan - Fikri Çeliker - Cem Coşkun - Hakan Demirel - Umut Durmuş - Şahin Ekmen | - Turgay Gedikli - Alperen Kalaycıoğlu - Gürol Karamahmut - Ali Kavaklıoğlu - Serhan Kavut - Can Korkmaz - Halil Kutruza - Gökhan Özçelik - Ersan Özseven - Nikolay Pastal - Rahim Rızvanoğlu - Sertaç Şanlı - Alper Saruhan - Ogün Sevinç - Esat Sinanoğlu - Görkem Sönmez - Gökhan Sunter - Özcan Sürücü - Yiğitcan Turna - Salih Uğraşan | - Erhan Yetim - Doğan Deniz Yiğit - İbrahim Yıldırım - Mehmet Yılmaz - Stan Blackmon - Eric Buckner - Justin Carter - Chaz Crawford - Callistus Eziukwu - Courtney Fells - Andre Harris - Dijuan Harris - Paul Harris - D'Angelo Harrison - Elijah Holman - Tyren Johnson - Anthony Lackey - Mark Lyons - Doneal Mack - Sean Marshall | - Shaquielle McKissic - Darryl Monroe - Miguel Morton - DeWayne Richardson - Jonathan Smith - Larry Smith - Chris Warren - Giordan Watson - Anthony Williams - Sam Young - Orhan Hacıyeva - Uluğ Kaçaniku - Mesut Ademoğlu - Murat Kozan - Mert Özgür - Deniz Gökay - Denktas Güney |